# Paradijsvogelbloem
De paradijsvogelbloem of vogelkopbloem (Strelitzia reginae) is een fors, tot 2 m hoog, overblijvend kruid. De bladsteel is tot 1,2 m lang. De bladeren lijken op die van de banaan en groeien in twee rijen. De bladschijf is langwerpig, 20-70 × 6-15 cm groot, leerachtig en stijf met een dikke middennerf en vele dunne zijnerven.
De bloemen gaan na elkaar open. De bloeiwijze heeft een bootvormig, 12-26 cm lang, vaak haaks afstaand, grijsgroen en vaak roodgerand schutblad, waar aan de bovenzijde één tot drie oranje en violet gekleurde bloemen uitsteken. De bloem bestaat uit drie vrije, 8-12 cm lange, oranje kroonbladeren en drie violette kroonbladeren, waarvan er twee spiesvormig rond de stijl en de vijf meeldraden zijn gevouwen. Het derde kroonblad is veel kleiner. De vruchten zijn leerachtige, driehokkige doosvruchten met veel zaden met een oranje aanhangsel.
De naam paradijsvogelbloem is gegeven doordat de bonte kleuren doen denken aan paradijsvogels. De bloemen worden in hun oorsprongsgebied ook daadwerkelijk bestoven door vogels (honingzuigers). De paradijsvogelbloem is afkomstig uit Zuid-Afrika. Hij wordt wereldwijd in subtropische gebieden gekweekt. 
In West-Europa kan de paradijsvogelbloem in de gematigde of warme kas worden gekweekt.

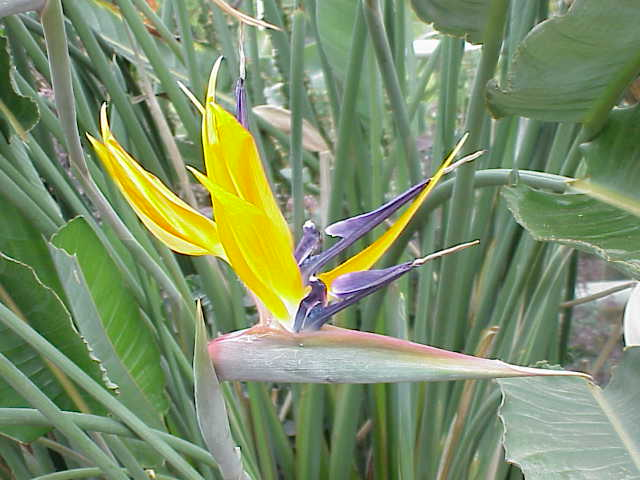
Strelitzia reginae var. citrina
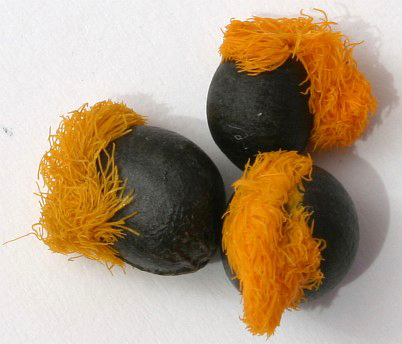
Zaden

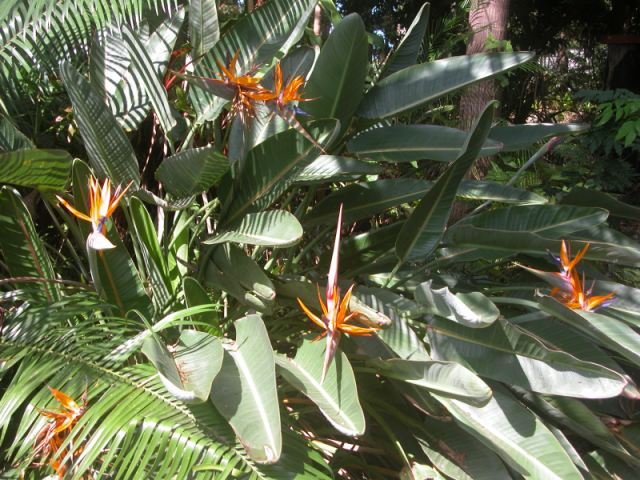
Planten in het wild
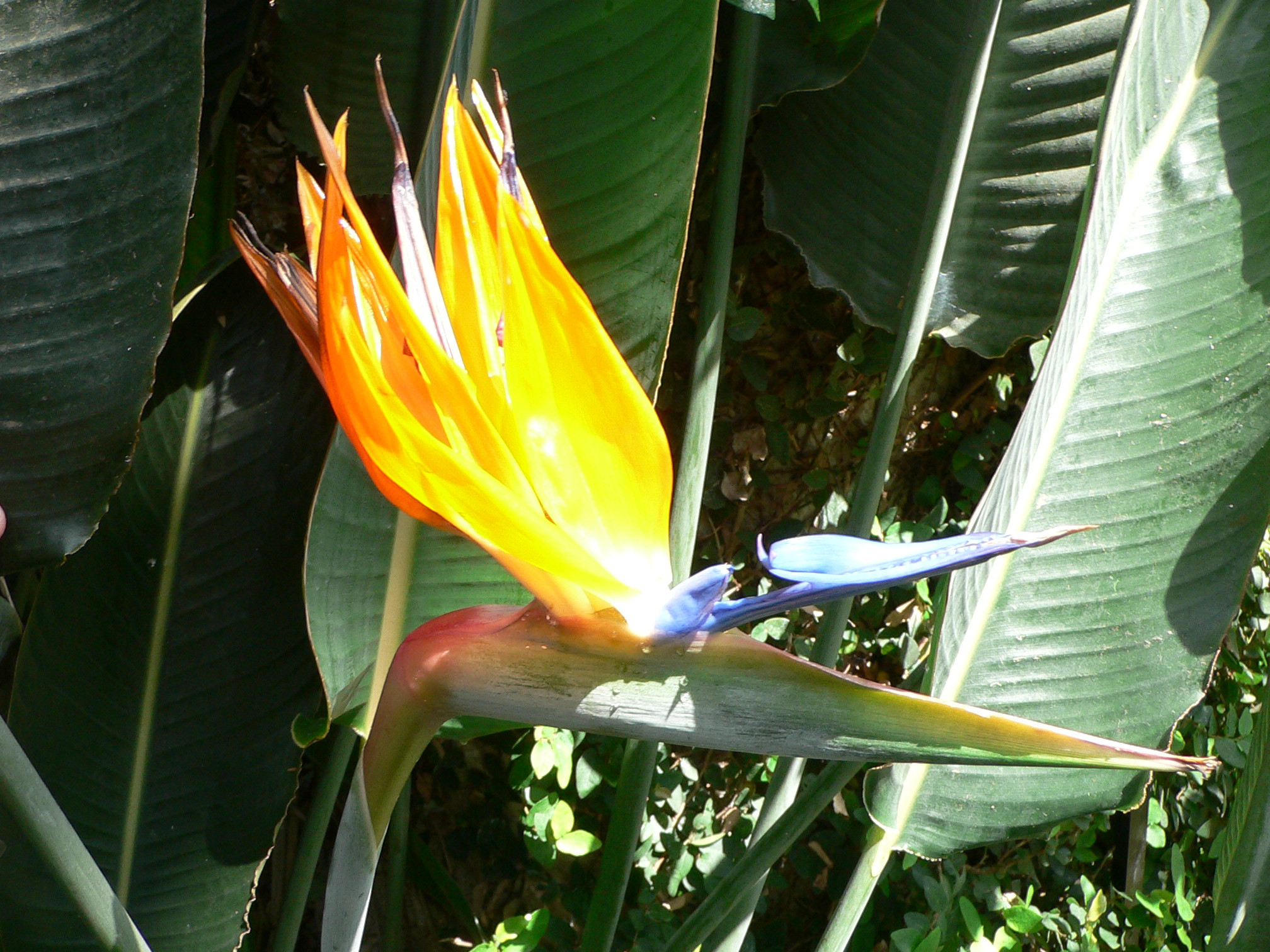